# Parc des Carmes
Pour les articles homonymes, voir Roz et Maria.
Le parc des Carmes ou anciennement Roz-Maria est un parc public de la municipalité de Quintin, dans les Côtes-d'Armor.

## Historique

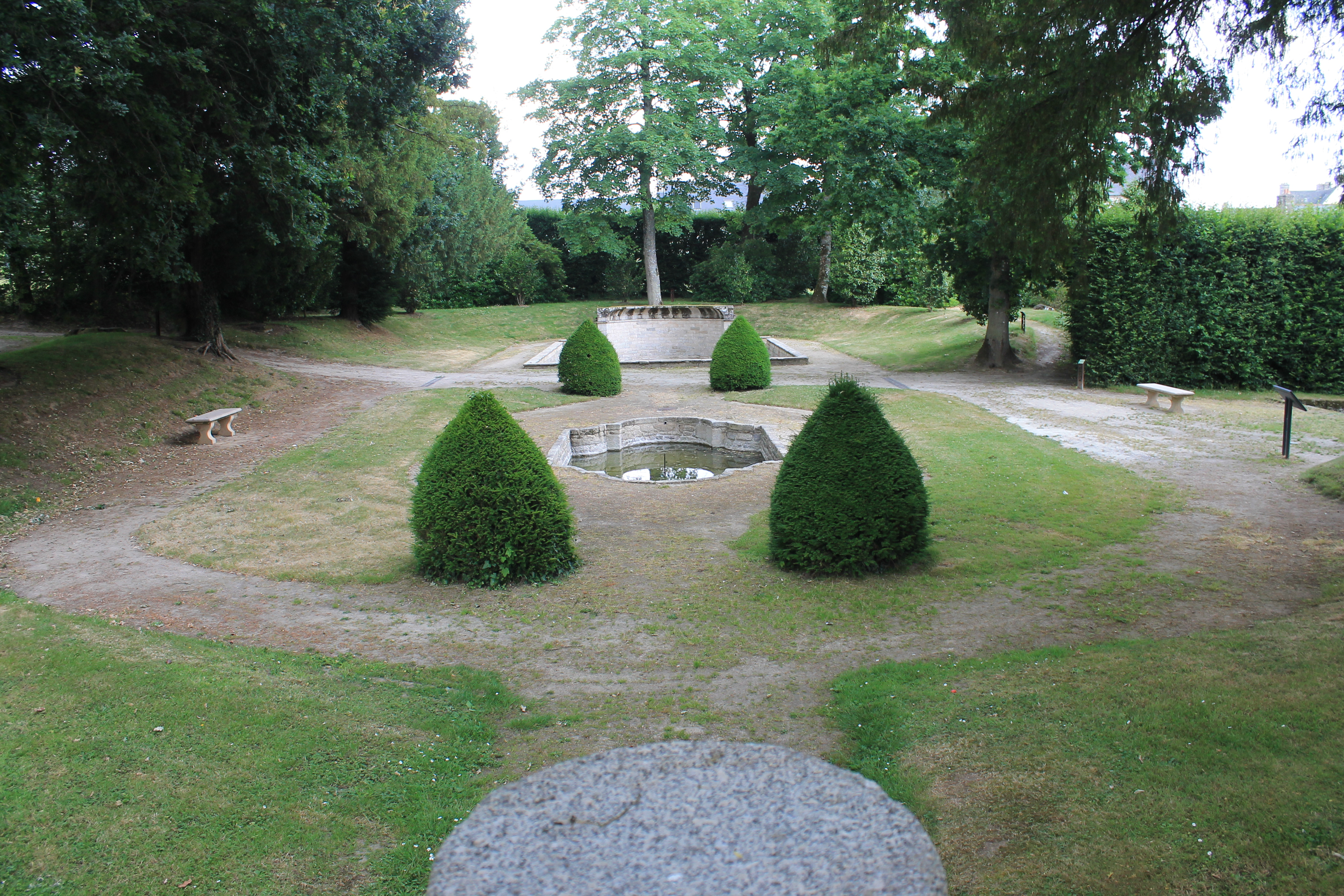
Pédiluve.

Le jardin, des XVIIe et XVIIIe siècles, appartenait au Couvent des Pères Carmes, établis à Quintin depuis 1619. La parcelle devint la propriété du conseil municipal le 21 août 1978.
Le jardin est situé dans la partie basse de l'ancienne propriété, et comprend un ensemble de fontaines et viviers classés Monument historique.
Les moines se nourrissaient des poissons du vivier, le plus grand bassin. Le bassin central, en demi-lune, pouvait servir le pédiluve (les moines étaient pieds nus dans des sandales de cuir). Une exèdre semi-circulaire, qui servait probablement à la méditation des moines, domine les deux bassins plats de forme ovalisée.
La ville a décidé de retravailler l'aménagement de cet espace d'après les plans originaux. Elle a ainsi recréé un verger planté de pommiers, au sud-est du parc.